# Bernadets-Dessus
Bernadets-Dessus ist eine französische Gemeinde mit 147 Einwohnern (Stand 1. Januar 2022) im Département Hautes-Pyrénées in der Region Okzitanien (vor 2016: Midi-Pyrénées). Sie gehört zum Arrondissement Tarbes und zum Kanton La Vallée de l’Arros et des Baïses.
Die Einwohner werden Bernadetois und Bernadetoises genannt.

## Geographie
Bernadets-Dessus liegt circa 19 Kilometer östlich von Tarbes in der historischen Grafschaft Bigorre.
Umgeben wird Bernadets-Dessus von den sieben Nachbargemeinden:
|           | Orieux                                      | Bonnefont  |
| Moulédous | Kompassrose, die auf Nachbargemeinden zeigt | Montastruc |
| Peyraube  | Tournay                                     | Burg       |

Bernadets-Dessus liegt in den Einzugsgebieten der Flüsse Garonne und Adour.
Der Lizon, ein Nebenfluss der Baïse, durchquert das Gebiet der Gemeinde, ebenso wie der Allier und der Bouès, Nebenflüsse des Arros.

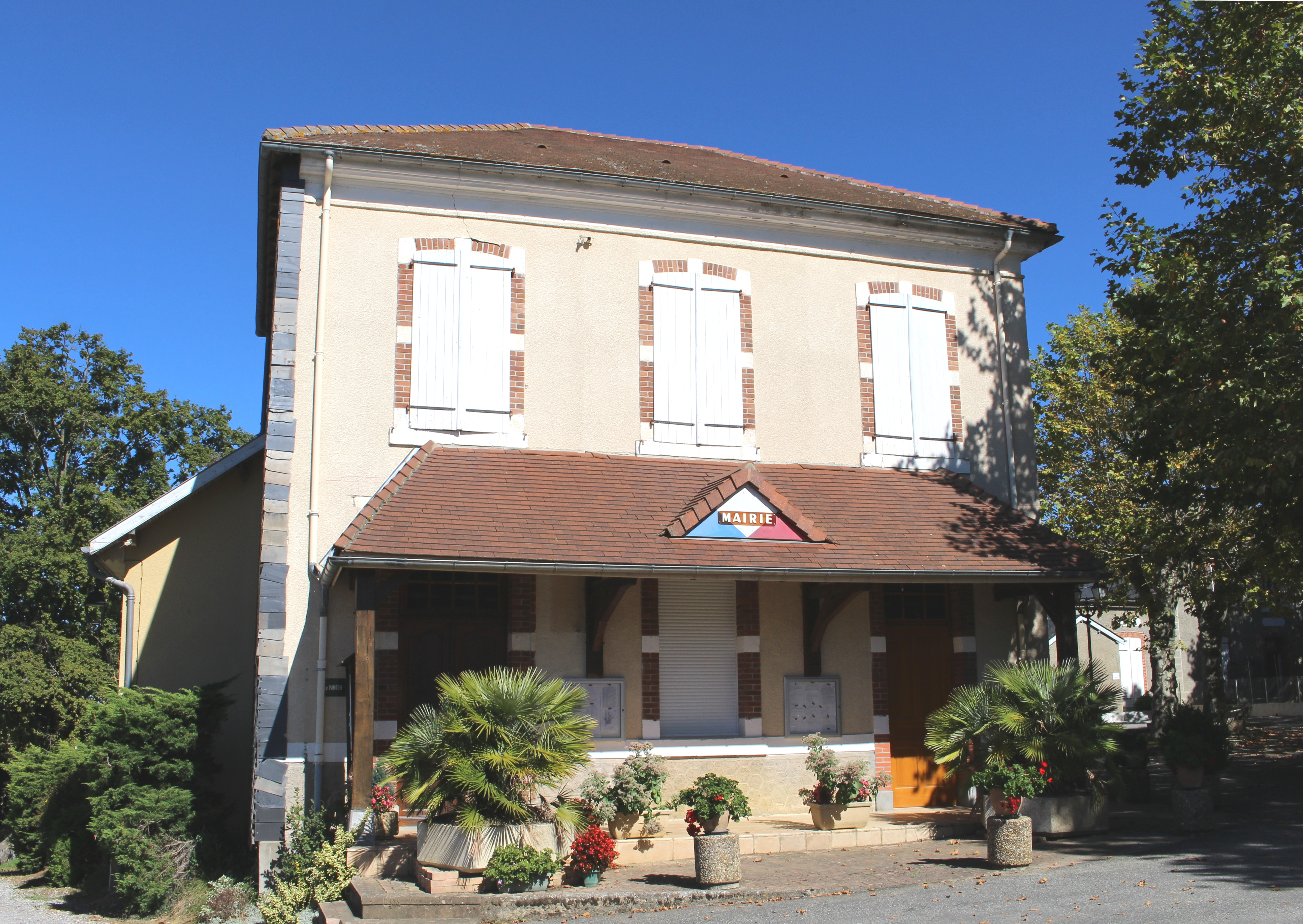
Bürgermeisteramt (Mairie) von Bernadets-Dessus

## Toponymie
Der okzitanische Name der Gemeinde heißt Vernadèth Dessús. Der erste Namensteil hat seinen Ursprung im gascognischen vèrn (deutsch Erle) mit einem Suffix -etam und einem diminuierenden Suffix -èth, der aus dem lateinischen Suffix -ellum hervorging. Er lässt sich demnach mit „kleiner Erlenwald“ übersetzen. Der zweite Namensteil ist eine Ableitung des gascognischen dessús („südlich“ im Verhältnis zu Bernadets-Debat).
Ein Spitzname der Bewohner der Gemeinde lautet Eths abisma-bròia (deutsch die dicken Esser der Bròia). Die Bròia ist eine im Bigorre traditionell zubereitete Suppe aus Maisbrot (devath). Ein weiterer Spitzname ist Eths carboèrs (deutsch die Köhler), ein Hinweis darauf, dass in früheren Zeiten fast alle Bewohner der Gemeinde Holzhauer und Köhler waren.
Toponyme und Erwähnungen von Bernadets-Dessus waren:
- Bernadeds (1285, Volkszählung des Adels im Bigorre),
- De Bernardetz Superiori (1313, Steuerliste Debita regi Navarre),
- de Bernadetz Superiori und  Bernadetz (Steuerliste Debita regi Navarre),
- De Bernadeto (1342, Kirchenregister von Tarbes),
- Bernadetz Sobiran und Bernadetz, (1429, Zensusliste der Grafschaft Bigorre),
- Bernadets Dessus (1750 und 1793, Karte von Cassini bzw. Notice Communale).[3][4][5]

## Einwohnerentwicklung

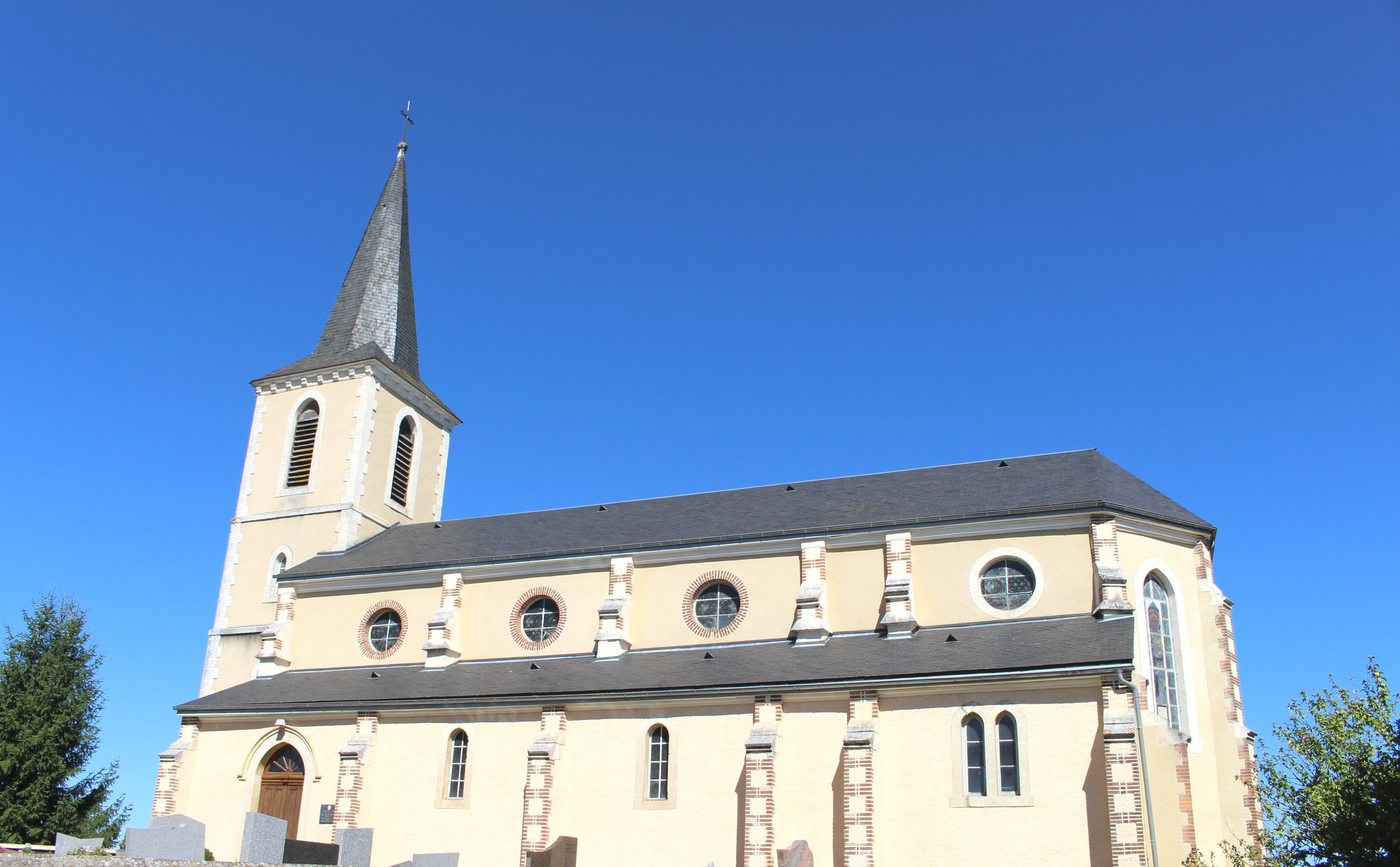
Pfarrkirche de l’Assomption

Nach Beginn der Aufzeichnungen stieg die Einwohnerzahl bis zur Mitte des 19. Jahrhunderts auf einen Höchststand von rund 450. In der Folgezeit sank die Größe der Gemeinde bei kurzen Erholungsphasen bis zur ersten Dekade des 21. Jahrhunderts auf 140 Einwohner, bevor eine Phase mit leichter Erholung einsetzte.
| Jahr      | 1962 | 1968 | 1975 | 1982 | 1990 | 1999 | 2006 | 2011 | 2022 |
| --------- | ---- | ---- | ---- | ---- | ---- | ---- | ---- | ---- | ---- |
| Einwohner | 198  | 187  | 185  | 173  | 159  | 155  | 140  | 147  | 147  |

## Sehenswürdigkeiten
- Pfarrkirche de l’Assomption (Mariä Himmelfahrt)

## Wirtschaft und Infrastruktur

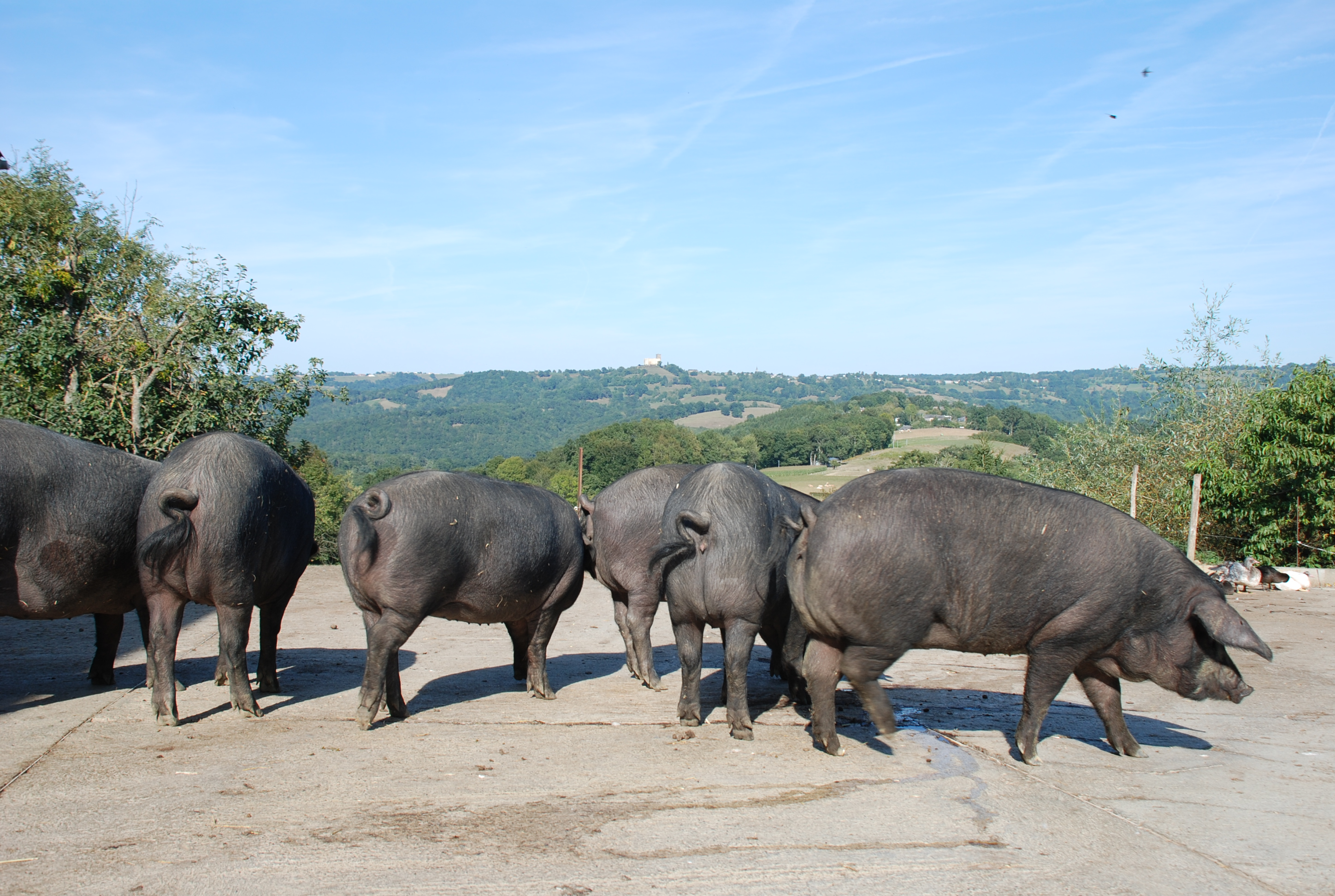
Porcs Noirs de Bigorre

Bernadets-Dessus liegt in den Zonen AOC der Schweinerasse Porc noir de Bigorre und des Schinkens Jambon noir de Bigorre.

### Verkehr
Bernadets-Dessus wird von den Routes départementales 11 und 136 durchquert.